# Sewer Sam
Sewer Sam est un jeu vidéo développé et édité par Interphase, sorti sur consoles Intellivision en 1983 et ColecoVision en 1984. Des versions Atari 2600 et Commodore 64 ont été annoncées mais ne sont jamais sorties. Il a également été porté sur ordinateur personnel MSX au Japon par Toshiba EMI.

## Synopsis
Sam attendait sa petite amie Sally à Central Park, mais au moment de la retrouver, il tombe accidentellement dans les égouts... Pendant ce temps, trois sous-marins russes ont été repérés naviguant dans les canaux du réseau d'assainissement et celui-ci a été verrouillé. La seule façon pour Sam de s'en sortir est de couler lui-même les trois sous-marins, armé seulement d'un révolver et de 3 vies.

## Système de jeu
Le joueur incarne Sam, qui évolue dans un labyrinthe en pseudo-3D représentant les égouts souterrains de la ville de New York City. Il doit éviter les chauves-souris, crocodiles, requins et autres dangers mortels qui s'y trouvent. À la fin de chaque niveau, il affronte en guise de boss un sous-marin lance-missiles russe qui se cachait dans les canaux,.

## Développement
Le jeu est écrit par Stephen Willey, unique développeur indépendant derrière le studio Interphase.
La version ColecoVision est une des rares de la console à utiliser la synthèse vocale. Sam pousse des « Oh no ! » et des « Ouch ! »,. La version Intellivision n'offre pas ce raffinement, elle ne propose pas non plus la scène d'introduction montrant Sam tomber dans une bouche d'égout ouverte, sous les yeux de sa petite amie.

## Héritage
Sur ColecoVision, le jeu a connu une suite : Squish 'Em featuring Sam.